# Xanthias flavescens
Xanthias flavescens är en kräftdjursart som beskrevs av M. J. Rathbun 1906. Xanthias flavescens ingår i släktet Xanthias och familjen Xanthidae. Inga underarter finns listade i Catalogue of Life.